# 傑弗里角
74°33′S 111°54′W / 74.550°S 111.900°W
傑弗里角（英語：Jeffery Head）是南極洲的海岬，位於瑪麗伯德地的沃爾格林海岸，處於布拉什冰川以南7公里，在1947年1月由美國海軍拍攝照片，現時由南極條約體系管理。